# 아프리카야생당나귀
아프리카야생당나귀(Equus africanus)는 종종 가축 당나귀의 조상으로 여겨지는 종으로, 아프리카 원산이다. 서식지는 현재 에리트레아, 에티오피아, 소말리아의 사막과 황무지지만, 과거에는 수단, 이집트, 리비아등 북아프리카 널리 서식하였다. 4개의 아종이 있으며, 1종은 절멸하였고 다른 1종은 가축화되었다. 야생에 570마리 가량이 남아있으며, 지역에 따라 차이는 있지만 전체적으로 감소하고 있다. 천적으로는 하이에나, 치타, 표범 등이 있다.

## 아종
- 누비야야생당나귀 (E. a. africanus)
- 소말리아야생당나귀 (E. a. somaliensis)
- 당나귀 (E. a. asinus)
- † 아틀라스야생당나귀 (E. a. atlanticus)

## 같이 보기
- 멸종위기종